# Jesús Moncada

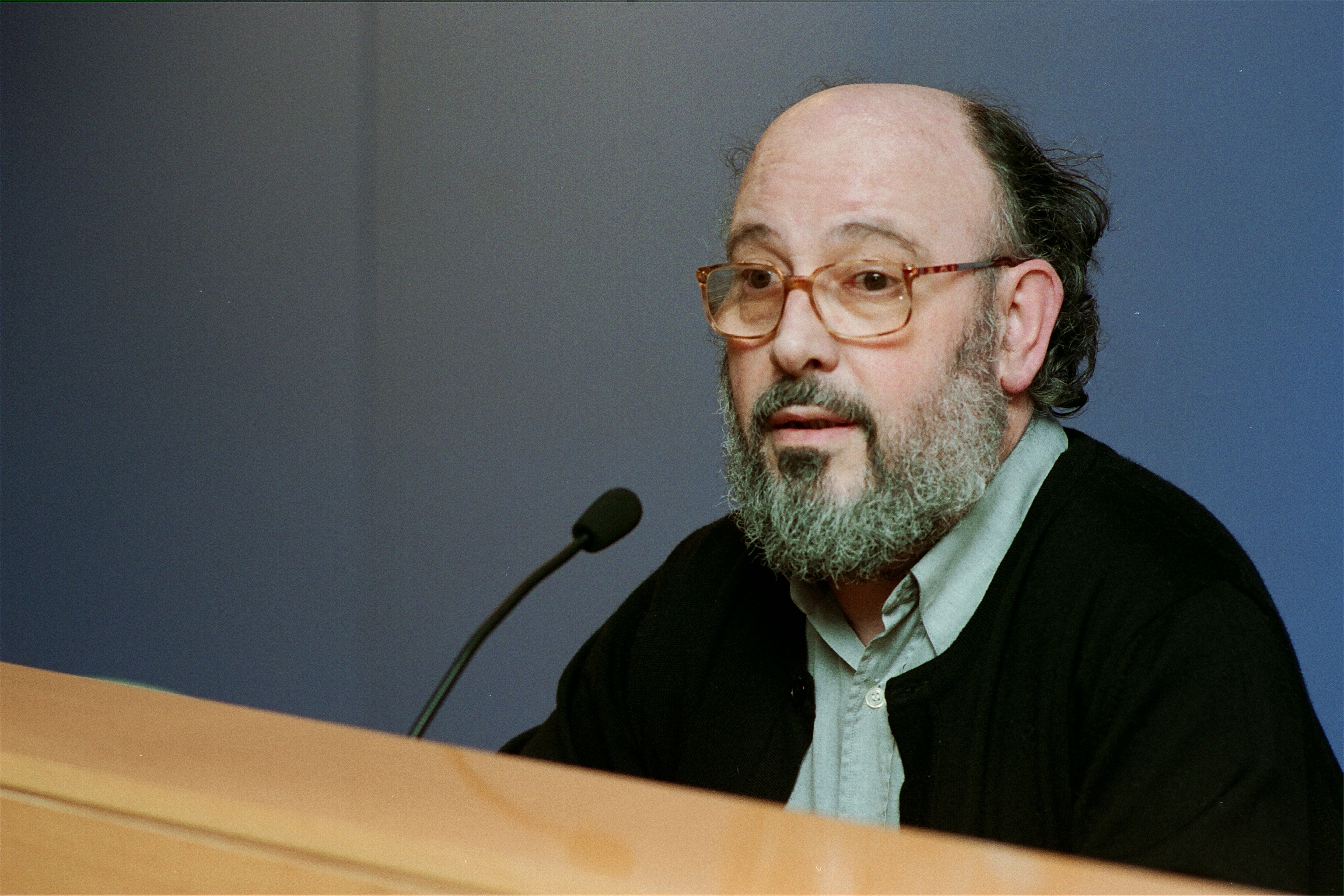
Jesús Moncada

Jesús Moncada i Estruga (* 1. Dezember 1941 in Mequinenza, Aragonien; † 13. Juni 2005 in Barcelona) war ein spanischer Schriftsteller katalanischer Sprache.
Moncada stammte aus dem katalanisch sprechenden Teil Aragoniens. Nach dem Studium arbeitete er als Lehrer, später zog er nach Barcelona, da sein Heimatstädtchen in den 1970er Jahren einem Staudammprojekt am Ebro weichen musste. Sein Prosawerk verwandelte Mequinenza in einen literarischen Mythos. In Barcelona arbeitete er zunächst als Maler.
Moncadas bekanntestes Werk ist das Buch „Die versinkende Stadt“ („Camí de sirga“ = Leinpfad), das in 15 Sprachen übersetzt wurde. In diesem Buch schildert er das Leben in seinem Heimatort Mequinenza und das Versinken desselben. Es gilt als eines der wichtigsten Werke in katalanischer Sprache der letzten Jahrzehnte.
Auf Deutsch erschien neben „Die versinkende Stadt“ nur „La galeria de les estàtues (deutsch: Die Galerie der Statuen)“.

## Werke

### Romane
- Camí de sirga (1988, ISBN 84-7410-760-1).
- La galeria de les estàtues (1992, ISBN 84-8264-504-8).
- Estremida memòria(1997, ISBN 84-297-5513-6).

### Erzählungen
- Històries de la mà esquerra i altres narracions(1981, ISBN 84-8264-302-9).
- El cafè de la granota(1985, ISBN 84-7410-861-6).
- Calaveres atònites(1999, ISBN 84-8264-209-X). Eine Sammlung kurzer und unterhaltsamer Geschichten, deren Handlung sich im Mequinenza der Nachkriegszeit abspielt.
- Contes (2001, ISBN 84-7871-298-4). Ausgewählte Erzählungen aus den vorherigen drei Erzählbänden.
- Riada(2000, ISBN 84-932385-9-7).
- Cabòries estivals i altres proses volanderes(2003, ISBN 84-297-5402-4).

### Übersetzungen
Jesús Moncada war auch als Übersetzer aktiv. Er übersetzte Werke von Guillaume Apollinaire, Joan Cortada i Sala, Alexandre Dumas, André Hardellet, Claude-Prosper Jolyot de Crébillon, Léo Malet, Roger Martin du Gard, Jules Verne und Boris Vian.
Moncada ist einer der meistübersetzten katalanischsprachigen Autoren. Es liegen Übersetzungen seiner Werke in folgende Sprachen vor: Aragonesisch, Dänisch, Deutsch, Englisch, Französisch, Galicisch, Hebräisch, Italienisch, Japanisch, Niederländisch, Polnisch, Portugiesisch, Rumänisch, Russisch, Schwedisch, Slowakisch, Slowenisch, Spanisch, Ungarisch und Vietnamesisch.

## Werke in deutscher Übersetzung
- Die versinkende Stadt. Frankfurt am Main: Fischer, 2002. ISBN 3-100-50603-0
- Die Galerie der Statuen. Frankfurt am Main: Fischer, 2002. ISBN 3-100-50604-9